# Michał Marcjanik
Michał Marcjanik, né le 15 décembre 1994 à Gdynia, est un footballeur polonais. Depuis juillet 2018, Il évolue au poste de défenseur central avec le club d'Empoli FC.

## Biographie
Lors de la saison 2017-2018, il joue deux matchs en Ligue Europa avec le club d'Arka Gdynia.

## Palmarès
- Champion de Pologne de D2 en 2016 avec l'Arka Gdynia
- Vainqueur de la Coupe de Pologne en 2017 avec l'Arka Gdynia
- Vainqueur de la Supercoupe de Pologne en 2017 avec l'Arka Gdynia